# Жорді Арнау
Жорді Арнау (ісп. Jordi Arnau, 7 квітня 1970) — іспанський хокеїст на траві.
Срібний призер Олімпійських Ігор 1996 року.
Срібний призер Чемпіонату світу 1998 року.
Бронзовий призер Трофею чемпіонів 1997 року.